# Celle
|  | Per a altres significats, vegeu «Celle (desambiguació)». |

Celle és una ciutat i capital del districte de Celle a la Baixa Saxònia, Alemanya. La ciutat es troba a la riba del riu Aller, tributari del Weser, i té 69.001 habitants. Celle és la porta d'entrada a la landa de Lüneburg, té un castell d'estils renaixentista i barroc i un nucli antic (conegut com a Altstadt) amb més de 400 cases amb entramat de fusta, fet que converteix Celle en una de les ciutats més remarcables del Circuit alemany de l'entramat de fusta. Entre 1378 i 1705, Celle fou la residència oficial de la branca de Lüneburg dels ducs de Brunswick-Lüneburg (casa de Welf).

## Fills il·lustres
- Johann Ernst Galliard (1680-1749), oboista i compositor.[1]